# Хвалішовиці
Хвалішовиці (пол. Chwaliszowice) — село в Польщі, у гміні Тшебель Жарського повіту Любуського воєводства.
Населення — 259 осіб (2011).
У 1975-1998 роках село належало до Зеленогурського воєводства.

## Демографія
Демографічна структура станом на 31 березня 2011 року:
|          | Загалом | Допрацездатний вік | Працездатний вік | Постпрацездатний вік |
| -------- | ------- | ------------------ | ---------------- | -------------------- |
| Чоловіки | 127     | 25                 | 93               | 9                    |
| Жінки    | 132     | 29                 | 69               | 34                   |
| Разом    | 259     | 54                 | 162              | 43                   |